# ATURA
ATURA (аббревиатура от англ. Atlantic Terminal Urban Renewal Area, дословно: Обновлённая территория вокзала Atlantic Terminal) — квартал района Даунтаун в северо-западном Бруклине Нью-Йорка. Квартал окружён районами Проспект Хайтс, Парк Слоуп и Форт Грин. В 2000-х годах стал объектом общественного внимания в связи с проектом по модернизации района (проект Atlantic Yards).

## История
В середине XX века существовало много планов по развитию данной территории. Наиболее популярной идеей было строительство нового бейсбольного стадиона команды Доджерс. Однако она была отвергнута главным архитектором Нью-Йорка Робертом Мозесом.
В 1962 году планы по развитию района всерьёз заинтересовали мэрию. На их реализацию была заложена астрономическая по тем временам сумма в 150 млн долларов (1 млрд долларов по курсу 2006 года).
В 1968 году территорией заинтересовался Университет Лонг-Айленда. Однако их проект также был отвергнут тогдашним мэром Нью-Йорка Джоном Линдси.
В 1970 году разрабатывался план застройки района экономичным жильём. Проектом занялся Нью-Йоркский Университет. Однако реализовать его также было не суждено вследствие финансового кризиса. В 1978 году при создании исторического квартала района Форт Грин, этот проект был взят за основу.
Развитие территории слишком затягивалось, и не все были этим довольны. Многие считали, что новые грандиозные проекты будут затрагивать соседние районы элитного жилья. В итоге, власти пришли к консенсусу. На реализацию нового проекта, включавшего 167 000 м2 офисных площадей и 49 000 м2 жилья, было заложено 500 млн долларов. Автором проекта стал главный архитекторор Сан-Франциско Питер Калторп.
Жители соседнего района Форт Грин подали на застройщиков в суд. Они считали, что столь грандиозное строительство всего в одном квартале от их района неблагоприятно скажется на экологии. Суд не состоялся, однако и строительству не суждено было начаться. Виной всему очередной финансовый кризис, повлиявший на падение спроса на офисные помещения.
В 1990-х годах район начал понемногу меняться за счёт частных вложений в различные небольшие проекты. Так в районе появилась штаб-квартира корпорации Forest City Enterprises, в 2003 году завершилось строительство роскошного небоскрёба Newswalk Building, в 2004 был открыт супермаркет Atlantic Terminal.